# 马特·沃格尔
马特·沃格尔（英語：Matt Vogel，1957年6月3日—），美国男子游泳运动员。他曾代表美国参加1976年夏季奥林匹克运动会游泳比赛，获得男子100米蝶泳和男子4×100米混合泳接力金牌。